# Nightshade (DC Comics)
Nightshade è un personaggio dei fumetti creato da Joe Gill (testi) e Steve Ditko (disegni), che compare in vari albi pubblicati dalla DC Comics. È una supereroina, apparsa per la prima volta in Captain Atom (seconda serie) n. 82 (settembre 1966), originariamente pubblicato dalla Charlton Comics.

## Biografia del personaggio

### Charlton Comics
Nightshade è stata introdotta per la prima volta nel mondo dei fumetti in Captain Atom n. 82, come partner di Captain Atom. Il suo vero nome è Eve Eden e suo padre è un senatore degli Stati Uniti. È bionda (caratteristica insolita per un'eroina con poteri basati sull'oscurità) ed indossa una parrucca nera quando veste i panni di Nightshade. Ha avuto una relazione amorosa con Capitan Atom per un breve periodo.
È apparsa in diverse occasioni nelle storie principali di Capitan Atom, prima di averne di proprie negli ultimi tre numeri pubblicati (n. 87-89). È apparsa anche nell'ultima storia mai edita di Capitan Atom che è comparsa nella fanzine Charlton Bullseye. In questa serie di backup (con disegni di Jim Aparo), si viene a sapere che Tiger (l'attuale spalla di Judomaster), è il suo istruttore di arti marziali. Inoltre viene svelata l'origine dei suoi poteri: sua madre, Magda, in realtà era una visitatrice proveniente da un'altra dimensione, in cui le persone hanno la capacità di trasformarsi in ombre viventi bidimensionali; questi poteri vengono tramandati a suo figlio e a sua figlia. In una visita in questa dimensione, Magda ed i suoi bambini vengono attaccati. Ferita a morte, Magda riesce a trasportare se stessa ed Eve nuovamente sulla Terra. Eve promette di ritornare e di trovare suo fratello. Questo non avviene durante le storie pubblicate dalla Charlton.
Nel 1981, Nightshade appare nel n. 7 del nuovo fumetto Charlton Bullseye. La sua ultima apparizione nella "Charlton" è in una storia che mette insieme tutti gli "Action Heroes" della Charlton, ed è stata pubblicata in un solo albo dalla AC Comics.

### DC Comics

#### Suicide Squad
Una volta integrata nell'Universo DC in Crisi sulle Terre infinite, ella divenne un membro della Suicide Squad. Qui, viene rivelato che i suoi poteri provengono dalla sua discendenza come principessa della Land of Nightshades. La madre di Eve Eden, Maureen, era la regina della Land of the Nightshades che scappò sulla Terra per scappare da Incubus.
Eve credette di essere una bambina normale finché sua madre portò lei e suo fratello Larry nella Land of Nightshades. Lì Incubus uccise la regina e rapì Larry. Mentre esala il suo ultimo respiro, la Regina Maureen dice ad Eve che lei possiede poteri sull'oscurità ereditati. Eve promise a Maureen che sarebbe riuscita a salvare suo fratello più piccolo. Eve era in grado di viaggiare tra la Terra e la Land of Nightshades, ma il potere di Incubus le impedì di salvare Larry. Incubus infine uccise tutti gli abitanti umani della Land of Nightshades è la rese una terra desolata.
Nightshade poteva creare distorsioni dimensionali e teletrasportare lei ed altri, ma quando si teletrasportava tra due posti, lei doveva sempre passare attraverso l'infertile e infestata Land of Nightshades. Eve in seguito scoprì che Incubus aveva posseduto suo fratello più giovane Larry; Deadshot subito dopo aveva ucciso Larry con un proiettile in testa.
Eve rimase nella Squad fino alla fine, e poi andò a lavorare per Sarge Steel alla CBI.

#### Dopo la Suicide Squad
Nightshade fece diverse apparizioni nel fumetto Superboy and the Ravers e fece parte anche della miniserie L.A.W., che riunì tutti gli Action Heroes della Charlton posseduti dalla DC. Durante l'arco narrativo della serie Superman/Batman dal titolo Public Enemies, fu sotto il controllo per breve tempo di Gorilla Grodd, cercando di catturare Superman per avere la taglia di 1 miliardo di dollari.

#### Il giorno della vendetta
Da allora Nightshade è ritornata come membro dei Shadowpact nella miniserie Il giorno della vendetta. È stata messa in coppia con Detective Chimp, dando luogo ad un duo bisticciante. Durante il crossover Crisi infinita si unì ad una legione di personaggi della DC con poteri magici che combatteva contro i Sette peccati Mortali. Tuttavia, venne catturata da Felix Faust ed infine usata da Alexander Luthor per riportare in vita Terra 2.

#### Shadowpact
In Shadowpact n. 1, Nightshade e gli altri membri degli Shadowpact entrarono nella città di Riverrock, in Wyoming, che era schermata dal mondo esterno: lì incontrò una controparte criminale di nome Sister Shadow. Fino ad allora era stata con gli Shadowpact combattendo contro un'armata di criminali con poteri magici. In Shadowpact n. 7 viene rivelato che ha bisogno di una certa dose di concentrazione per formare costruzioni oscure elaborate, quando lei e il suo partner Ragman vengono attaccati dalla Congregazione. Come risultato lei è incapace di evocare creature oscure finché Blue Devil riuscì a scacciare la Congregazione da lei. Nonostante ciò Nightshade ed i suoi compagni di squadra si ritrovano accecati dal potere luminoso della Congregazione e per la prima volta nella sua vita riesce a percepire cosa sia l'oscurità. Con l'assistenza di Madame Xanadu gli Shadowpact riescono a far recuperare la vista a Nightshade, sebbene ci siano voluti diversi giorni prima di recuperarla totalmente.

## Poteri ed abilità
I poteri di Nightshade sono ereditari poiché lei è l'unica superstite di un membro di una famiglia reale proveniente dalla Land of Nightshades.
Ha i seguenti poteri:
- Può teletrasportare se stessa e altri attraversando la Land of Nightshades
- Ingrandimento delle ombre
- Creare homuncoli di ombra

Nightshade assorbì il Succube nel suo corpo dopo la missione della Suicide Squad in cui morì Larry, e così facendo appare meno umana: la sua pelle divenne di un bianco pallido e la sua chioma divenne di ombre viventi. È ora l'unica persona capace di accedere alla dimensione infestata nota come Land of Nightshades. Fino ad ora, non è noto se la Land of Nightshades sia o meno in relazione con le Shadowlands in cui possono entrare The Shade, Obsidian e Ian Karkull.

## Altre versioni
- Il personaggio Spettro di Seta in Watchmen è basato su Nightshade, così come molti altri eroi in quell'opera sono basati su suoi compagni della Charlton. Tuttavia, Alan Moore ha dichiarato che trovava Nightshade "noiosa", e che Spettro di Seta è stata modellata su personaggi più sexy della Golden Age come Phantom Lady e Black Canary. Un'altra probabile analogia in Watchmen può essere la somiglianza tra Nightshade e Silhouette.
- Nightshade viene mostrata brevemente in alcuni flashback nel fumetto di Alex Ross e Mark Waid Kingdom Come, come membro del Justice Battalion di Magog, insieme al resto degli "Action Heroes" della Charlton. Venne apparentemente uccisa con gli altri membri quando viene ucciso Capitan Atom.
- Nightshade apparve come personaggio importante in JLA: Destiny, ed in seguito cambiò il suo nome in "Destiny" dopo che ricevette il potere di vedere il futuro.
- Un nemico di Sandman della Golden Age prese il nome Nightshade. Con il suo ritorno nella serie degli anni ottanta All-Star Squadron, venne rinominato "Ramulus" per evitare confusione con il personaggio di Eve Eden.
- Due personaggi maschili della serie televisiva Flash hanno il nome di Nightshade: il primo è un eroe degli anni cinquanta, mentre il secondo è un criminale che credeva di emulare il primo (il secondo è noto anche con il nome di Deadly Nightshade).
- Due personaggi femminili dell'universo Marvel hanno il nome di Nightshade. Una Nightshade è una scienziata pazza afroamericana che lottò contro Luke Cage, Capitan America e Pantera Nera. L'altra Nightshade è un membro della Guardia Imperiale Shi'ar, che è analoga a Shadow Lass della Legione dei Supereroi; il suo nome venne in seguito cambiato in Nightside per evitare confusione con l'altro personaggio Marvel.